# Oceano Ligure-Piemontese
Con Oceano Ligure-Piemontese (altresì detta Tetide Alpina) si intende un paleo-oceano che si trovava tra la placca euroasiatica e la placca adriatica e che, durante l'orogenesi alpina, è stato coinvolto nella subduzione. La sua esistenza si può dedurre dalle ofioliti che affiorano soprattutto nel dominio Pennidico.

## Storia tettonica
L'apertura dell'oceano Ligure-Piemontese risale al Giurassico; in questo periodo, infatti, inizia il rifting della Pangea. L'oceano si configura quindi come una porzione del più grande oceano della Tetide. La fase di apertura non durerà però molto; nel Cretaceo, con l'apertura dell'Oceano Atlantico Meridionale, termina la fase distensiva e l'Oceano Ligure-Piemontese inizia a subdurre sotto la placca africana: durante il Cretaceo superiore questo movimento porterà alla prima collisione tra la placca adriatica e quella europea. Durante il Paleocene e l'Eocene la subduzione prosegue, portando il Briançonnais Terrane fino a circa 70 km di profondità. La subduzione termina durante il Miocene, con la definitiva chiusura dell'Oceano Ligure-Piemontese e l'orogenesi alpina.